# William Kiernan
William R. Kiernan (* 2. April 1908 in New York City; † 19. November 1973 in Los Angeles) war ein US-amerikanischer Ausstatter beim Film.

## Leben
William Kiernan stand ab 1943 als Ausstatter bei Columbia Pictures unter Vertrag. Bis 1973 war er an mehr als 100 Filmproduktionen beteiligt. Dabei arbeitete er mit einer Reihe von bedeutenden Regisseuren zusammen, wie etwa George Cukor, Fritz Lang, Edward Dmytryk, Robert Wise und William Wyler. Er sorgte für die Ausstattung sowohl bei farbenfreudigen Filmmusicals wie Eine Göttin auf Erden (1947), Filmkomödien wie Die ist nicht von gestern (1950) und mehreren Western als auch bei Kriminalfilmen im Stil des Film noir wie Affäre in Trinidad (1952) und Heißes Eisen (1953). 
Im Laufe der Jahre wurde er mit anderen Ausstattern und Szenenbildnern sechsmal für den Oscar in der Kategorie Bestes Szenenbild nominiert, unter anderem für Pal Joey (1957) mit Frank Sinatra und Rita Hayworth und Kanonenboot am Yangtse-Kiang (1966) mit Steve McQueen. Er konnte den Oscar jedoch nie gewinnen.
Kiernan, der 1973 im Alter von 65 Jahren verstarb, war mit Leah B. Kiernan (1903–1991) verheiratet, die später neben ihm auf dem San Fernando Mission Cemetery in Mission Hills, Los Angeles, beigesetzt wurde.

## Filmografie (Auswahl)
- 1943: Sahara – Regie: Zoltan Korda
- 1946: Der Jazzsänger (The Jolson Story) – Regie: Alfred E. Green
- 1947: Eine Göttin auf Erden (Down to Earth) – Regie: Alexander Hall
- 1947: Blondie’s Anniversary – Regie: Abby Berlin
- 1948: Liebesnächte in Sevilla (The Loves of Carmen) – Regie: Charles Vidor
- 1948: Ein Pferd namens October (The Return of October) – Regie: Joseph H. Lewis
- 1949: Vor verschlossenen Türen (Knock on Any Door) – Regie: Nicholas Ray
- 1949: Flitterwochen mit Hindernissen (Tell It to the Judge) – Regie: Norman Foster
- 1949: Alarm in der Unterwelt (The Undercover Man) – Regie: Joseph H. Lewis
- 1949: Männer mit eisernen Nerven (Riders oh the Whistling Pines) – Regie: John English
- 1950: Ein einsamer Ort (In a Lonely Place) – Regie: Nicholas Ray
- 1950: Die Lügnerin (Harriet Craig) – Regie: Vincent Sherman
- 1950: Die ist nicht von gestern (Born Yesterday) – Regie: George Cukor
- 1950: Das skandalöse Mädchen (The Petty Girl) – Regie: Henry Levin
- 1951: Der Tod eines Handlungsreisenden (Death of a Salesman) – Regie: László Benedek
- 1951: Das zweite Gesicht des Dr. Jekyll (The Son of Dr. Jekyll) – Regie: Seymour Friedman
- 1952: Affäre in Trinidad (Affair in Trinidad) – Regie: Vincent Sherman
- 1952: Happy-End … und was kommt dann? (The Marrying Kind) – Regie: George Cukor
- 1952: Skandalblatt (Scandal Sheet) – Regie: Phil Karlson
- 1953: Salome – Regie: William Dieterle
- 1953: Die 5000 Finger des Dr. T. (The 5,000 Fingers of Dr. T.) – Regie: Roy Rowland
- 1953: Heißes Eisen (The Big Heat) – Regie: Fritz Lang
- 1954: Lebensgier (Human Desire) – Regie: Fritz Lang
- 1954: Die unglaubliche Geschichte der Gladys Glover (It Should Happen to You) – Regie: George Cukor
- 1956: Schmutziger Lorbeer (The Harder They Fall) – Regie: Mark Robson
- 1956: Geliebt in alle Ewigkeit (The Eddy Duchin Story) – Regie: George Sidney
- 1957: Ein Herzschlag bis zur Ewigkeit (Jeanne Eagels) – Regie: George Sidney
- 1957: Zähl bis drei und bete (3:10 to Yuma) – Regie: Delmer Daves
- 1957: Pal Joey – Regie: George Sidney
- 1958: Cowboy – Regie: Delmer Daves
- 1958: Jakobowsky und der Oberst (Me and the Colonel) – Regie: Peter Glenville
- 1958: Das letzte Hurra (The Last Hurrah) – Regie: John Ford
- 1959: April entdeckt die Männer (Gidget) – Regie: Paul Wendkos
- 1959: Der Zorn des Gerechten (The Last Angry Man) – Regie: Daniel Mann
- 1960: Pepe – Was kann die Welt schon kosten (Pepe) – Regie: George Sidney
- 1962: Auf glühendem Pflaster (Walk on the Wild Side) – Regie: Edward Dmytryk
- 1966: Kanonenboot am Yangtse-Kiang (The Sand Pebbles) – Regie: Robert Wise
- 1967: O Vater, armer Vater, Mutter hängt dich in den Schrank und ich bin ganz krank (Oh Dad, Poor Dad, Mamma’s Hung You in the Closet and I’m Feelin’ So Sad) – Regie: Richard Quine
- 1968: Funny Girl – Regie: William Wyler
- 1969: Ein Frosch in Manhattan (The April Fools) – Regie: Stuart Rosenberg
- 1970: Rio Lobo – Regie: Howard Hawks
- 1970: Sie möchten Giganten sein (Sometimes a Great Notion) – Regie: Paul Newman
- 1971: Opa kann’s nicht lassen (Kotch) – Regie: Jack Lemmon
- 1971: Die Cowboys (The Cowboys) – Regie: Mark Rydell
- 1972: Zum Teufel mit Hosianna (The Wrath of God) – Regie: Ralph Nelson
- 1973: So wie wir waren (The Way We Were) – Regie: Sydney Pollack

## Auszeichnungen
Oscar
Nominiert in der Kategorie Bestes Szenenbild:
- 1957: Die Frau im goldenen Cadillac (zusammen mit Ross Bellah, Louis Diage)
- 1958: Pal Joey (zusammen mit Walter Holscher, Louis Diage)
- 1960: Der Zorn des Gerechten (zusammen mit Carl Anderson)
- 1961: Pepe – Was kann die Welt schon kosten (zusammen mit Ted Haworth)
- 1967: Kanonenboot am Yangtse-Kiang (zusammen mit Boris Leven, Walter M. Scott, John Sturtevant)
- 1974: So wie wir waren (zusammen mit Stephen B. Grimes)